# 2011-es Formula–1 ausztrál nagydíj
Az ausztrál nagydíj volt a 2011-es Formula–1 világbajnokság első futama a bahreini nagydíj elhalasztása miatt, amelyet 2011. március 25. és március 27. között rendeztek meg az ausztráliai Melbourne Grand Prix Circuiten, Melbourne-ben.

## Szabadedzések

### Első szabadedzés
Az ausztrál nagydíj első szabadedzését március 25-én, pénteken délelőtt tartották.
| Helyezés | Versenyző          | Csapat/Motor         | Elért idő  | Különbség | Futott kör |
| -------- | ------------------ | -------------------- | ---------- | --------- | ---------- |
| 1        | Mark Webber        | Red Bull-Renault     | 1:26,831   | -         | 20         |
| 2        | Sebastian Vettel   | Red Bull-Renault     | 1:27,158   | + 0,327   | 19         |
| 3        | Fernando Alonso    | Ferrari              | 1:27,749   | + 0,918   | 20         |
| 4        | Nico Rosberg       | Mercedes GP          | 1:28,152   | + 1,321   | 16         |
| 5        | Rubens Barrichello | Williams-Cosworth    | 1:28,430   | + 1,599   | 24         |
| 6        | Jenson Button      | McLaren-Mercedes     | 1:28,440   | + 1,609   | 29         |
| 7        | Lewis Hamilton     | McLaren-Mercedes     | 1:28,483   | + 1,652   | 26         |
| 8        | Michael Schumacher | Mercedes GP          | 1:28,690   | + 1,859   | 14         |
| 9        | Kobajasi Kamui     | Sauber-Ferrari       | 1:28,725   | + 1,894   | 13         |
| 10       | Vitalij Petrov     | Renault              | 1:28,765   | + 1,934   | 15         |
| 11       | Felipe Massa       | Ferrari              | 1:28,842   | + 2,011   | 20         |
| 12       | Nick Heidfeld      | Renault              | 1:28,928   | + 2,097   | 14         |
| 13       | Adrian Sutil       | Force India-Mercedes | 1:29,314   | + 2,483   | 19         |
| 14       | Sébastien Buemi    | Toro Rosso-Ferrari   | 1:29,328   | + 2,497   | 21         |
| 15       | Pastor Maldonado   | Williams-Cosworth    | 1:29,403   | + 2,572   | 24         |
| 16       | Daniel Ricciardo   | Toro Rosso-Ferrari   | 1:29,468   | + 2,637   | 23         |
| 17       | Sergio Pérez       | Sauber-Ferrari       | 1:29,643   | + 2,812   | 18         |
| 18       | Nico Hülkenberg    | Force India-Mercedes | 1:31,002   | + 4,171   | 20         |
| 19       | Heikki Kovalainen  | Lotus-Renault        | 1:32,428   | + 5,597   | 13         |
| 20       | Jérôme d’Ambrosio  | Virgin-Cosworth      | 1:35,282   | + 8,451   | 17         |
| 21       | Timo Glock         | Virgin-Cosworth      | 1:35,289   | + 8,458   | 15         |
| 22       | Karun Chandhok     | Lotus-Renault        | idő nélkül |           | 1          |
| 23       | Narain Karthikeyan | HRT-Cosworth         | idő nélkül |           | 0          |
| 24       | Vitantonio Liuzzi  | HRT-Cosworth         | idő nélkül |           | 0          |

### Második szabadedzés
Az ausztrál nagydíj második szabadedzését március 25-én pénteken délután futották.
| Helyezés | Versenyző          | Csapat/Motor         | Elért idő  | Különbség | Futott kör |
| -------- | ------------------ | -------------------- | ---------- | --------- | ---------- |
| 1        | Jenson Button      | McLaren-Mercedes     | 1:25,854   | -         | 32         |
| 2        | Lewis Hamilton     | McLaren-Mercedes     | 1:25,986   | + 0,132   | 31         |
| 3        | Fernando Alonso    | Ferrari              | 1:26,001   | + 0,147   | 28         |
| 4        | Sebastian Vettel   | Red Bull-Renault     | 1:26,014   | + 0,160   | 35         |
| 5        | Mark Webber        | Red Bull-Renault     | 1:26,283   | + 0,429   | 33         |
| 6        | Michael Schumacher | Mercedes GP          | 1:26,590   | + 0,736   | 31         |
| 7        | Felipe Massa       | Ferrari              | 1:26,789   | + 0,935   | 34         |
| 8        | Sergio Pérez       | Sauber-Ferrari       | 1:27,101   | + 1,247   | 39         |
| 9        | Rubens Barrichello | Williams-Cosworth    | 1:27,280   | + 1,426   | 34         |
| 10       | Nico Rosberg       | Mercedes GP          | 1:27,448   | + 1,594   | 23         |
| 11       | Jaime Alguersuari  | Toro Rosso-Ferrari   | 1:27,525   | + 1,671   | 31         |
| 12       | Vitalij Petrov     | Renault              | 1:27,528   | + 1,674   | 29         |
| 13       | Nick Heidfeld      | Renault              | 1:27,536   | + 1,682   | 22         |
| 14       | Sébastien Buemi    | Toro Rosso-Ferrari   | 1:27,697   | + 1,843   | 30         |
| 15       | Kobajasi Kamui     | Sauber-Ferrari       | 1:28,095   | + 2,241   | 35         |
| 16       | Paul di Resta      | Force India-Mercedes | 1:28,376   | + 2,522   | 33         |
| 17       | Adrian Sutil       | Force India-Mercedes | 1:28,583   | + 2,729   | 31         |
| 18       | Pastor Maldonado   | Williams-Cosworth    | 1:29,386   | + 3,532   | 29         |
| 19       | Heikki Kovalainen  | Lotus-Renault        | 1:30,829   | + 4,975   | 22         |
| 20       | Jarno Trulli       | Lotus-Renault        | 1:30.912   | +5,058    | 23         |
| 21       | Jérôme d’Ambrosio  | Virgin-Cosworth      | 1:32,106   | + 6,252   | 36         |
| 22       | Timo Glock         | Virgin-Cosworth      | 1:32,135   | + 6,281   | 30         |
| 23       | Vitantonio Liuzzi  | HRT-Cosworth         | idő nélkül |           | 1          |
| 24       | Narain Karthikeyan | HRT-Cosworth         | idő nélkül |           | 0          |

### Harmadik szabadedzés
Az ausztrál nagydíj harmadik szabadedzését március 26-án, szombaton délelőtt tartották.
| Helyezés | Versenyző          | Csapat/Motor         | Elért idő  | Különbség | Futott kör |
| -------- | ------------------ | -------------------- | ---------- | --------- | ---------- |
| 1        | Sebastian Vettel   | Red Bull-Renault     | 1:24,507   | -         | 15         |
| 2        | Mark Webber        | Red Bull-Renault     | 1:25,364   | + 0,857   | 14         |
| 3        | Lewis Hamilton     | McLaren-Mercedes     | 1:25,553   | + 1,046   | 15         |
| 4        | Jenson Button      | McLaren-Mercedes     | 1:25,567   | + 1,060   | 16         |
| 5        | Vitalij Petrov     | Renault              | 1:25,906   | + 1,399   | 18         |
| 6        | Fernando Alonso    | Ferrari              | 1:26,121   | + 1,614   | 16         |
| 7        | Kobajasi Kamui     | Sauber-Ferrari       | 1:26,417   | + 1,910   | 17         |
| 8        | Nico Rosberg       | Mercedes GP          | 1:26,520   | + 2,013   | 17         |
| 9        | Nick Heidfeld      | Renault              | 1:26,746   | + 2,239   | 17         |
| 10       | Michael Schumacher | Mercedes GP          | 1:26,856   | + 2,349   | 15         |
| 11       | Sébastien Buemi    | Toro Rosso-Ferrari   | 1:27,008   | + 2,501   | 17         |
| 12       | Felipe Massa       | Ferrari              | 1:27,011   | + 2,504   | 15         |
| 13       | Jaime Alguersuari  | Toro Rosso-Ferrari   | 1:27,066   | + 2,559   | 14         |
| 14       | Paul di Resta      | Force India-Mercedes | 1:27,087   | + 2,580   | 15         |
| 15       | Adrian Sutil       | Force India-Mercedes | 1:27,180   | + 2,673   | 15         |
| 16       | Rubens Barrichello | Williams-Cosworth    | 1:28,068   | + 3,561   | 7          |
| 17       | Sergio Pérez       | Sauber-Ferrari       | 1:28,077   | + 3,570   | 9          |
| 18       | Heikki Kovalainen  | Lotus-Renault        | 1:29,772   | + 5,265   | 17         |
| 19       | Jarno Trulli       | Lotus-Renault        | 1:30.003   | +5,496    | 18         |
| 20       | Timo Glock         | Virgin-Cosworth      | 1:30,261   | + 5,754   | 15         |
| 21       | Pastor Maldonado   | Williams-Cosworth    | 1:30,496   | + 5,989   | 5          |
| 22       | Jérôme d’Ambrosio  | Virgin-Cosworth      | 1:30,704   | + 6,197   | 18         |
| 23       | Narain Karthikeyan | HRT-Cosworth         | 1:41.554   | + 17,047  | 5          |
| 24       | Vitantonio Liuzzi  | HRT-Cosworth         | idő nélkül |           | 1          |

## Időmérő edzés
Az ausztrál nagydíj időmérő edzését március 26-án, szombaton futották.
| Helyezés                 | Versenyző          | Csapat/Motor         | 1. rész  | 2. rész    | 3. rész  |
| ------------------------ | ------------------ | -------------------- | -------- | ---------- | -------- |
| 1                        | Sebastian Vettel   | Red Bull-Renault     | 1:25.296 | 1:24.090   | 1:23.529 |
| 2                        | Lewis Hamilton     | McLaren-Mercedes     | 1:25.384 | 1:24.595   | 1:24.307 |
| 3                        | Mark Webber        | Red Bull-Renault     | 1:25.900 | 1:24.658   | 1:24.395 |
| 4                        | Jenson Button      | McLaren-Mercedes     | 1:25.886 | 1:24.957   | 1:24.779 |
| 5                        | Fernando Alonso    | Ferrari              | 1:25.707 | 1:25.242   | 1:24.974 |
| 6                        | Vitalij Petrov     | Renault              | 1:25.543 | 1:25.582   | 1:25.247 |
| 7                        | Nico Rosberg       | Mercedes GP          | 1:25.856 | 1:25.606   | 1:25.421 |
| 8                        | Felipe Massa       | Ferrari              | 1:26.031 | 1:25.611   | 1:25.599 |
| 9                        | Kobajasi Kamui     | Sauber-Ferrari       | 1:25.717 | 1:25.405   | 1:25.626 |
| 10                       | Sébastien Buemi    | Toro Rosso-Ferrari   | 1:26.232 | 1:25.882   | 1:27.066 |
| 11                       | Michael Schumacher | Mercedes GP          | 1:25.962 | 1:25.971   |          |
| 12                       | Jaime Alguersuari  | Toro Rosso-Ferrari   | 1:26.620 | 1:26.103   |          |
| 13                       | Sergio Pérez       | Sauber-Ferrari       | 1:25.812 | 1:26.108   |          |
| 14                       | Paul di Resta      | Force India-Mercedes | 1:27.222 | 1:26.739   |          |
| 15                       | Pastor Maldonado   | Williams-Cosworth    | 1:26.298 | 1:26.768   |          |
| 16                       | Adrian Sutil       | Force India-Mercedes | 1:26.245 | 1:31.407   |          |
| 17                       | Rubens Barrichello | Williams-Cosworth    | 1:26.270 | idő nélkül |          |
| 18                       | Nick Heidfeld      | Renault              | 1:27.239 |            |          |
| 19                       | Heikki Kovalainen  | Team Lotus-Renault   | 1:29.254 |            |          |
| 20                       | Jarno Trulli       | Team Lotus-Renault   | 1:29.342 |            |          |
| 21                       | Timo Glock         | Virgin-Cosworth      | 1:29.858 |            |          |
| 22                       | Jérôme d’Ambrosio  | Virgin-Cosworth      | 1:30.822 |            |          |
| 107%-os idő : (1:31.266) |                    |                      |          |            |          |
| NK[1]                    | Vitantonio Liuzzi  | HRT-Cosworth         | 1:32.978 |            |          |
| NK[1]                    | Narain Karthikeyan | HRT-Cosworth         | 1:34.293 |            |          |

Megjegyzés
- ↑ 1:  - Vitantonio Liuzzi és Narain Karthikeyan nem érték el a 107%-os időlimitet és a hétvége korábbi szakaszában sem értek el versenyképes időt, (Liuzzi mért kört sem tett meg) ezért nem vehettek részt a vasárnapi futamon.

## Futam
Az ausztrál nagydíj futama március 27-én, vasárnap rajtolt.
| Helyezés | Rajtszám | Versenyző          | Csapat/Motor         | Futott kör | Idő/Kiesés oka   | Rajthely | Pont |
| -------- | -------- | ------------------ | -------------------- | ---------- | ---------------- | -------- | ---- |
| 1        | 1        | Sebastian Vettel   | Red Bull-Renault     | 58         | 1:29:30.259      | 1        | 25   |
| 2        | 3        | Lewis Hamilton     | McLaren-Mercedes     | 58         | +22.297          | 2        | 18   |
| 3        | 10       | Vitalij Petrov     | Renault              | 58         | +30.560          | 6        | 15   |
| 4        | 5        | Fernando Alonso    | Ferrari              | 58         | +31.772          | 5        | 12   |
| 5        | 2        | Mark Webber        | Red Bull-Renault     | 58         | +38.171          | 3        | 10   |
| 6        | 4        | Jenson Button      | McLaren-Mercedes     | 58         | +54.304          | 4        | 8    |
| 7        | 6        | Felipe Massa       | Ferrari              | 58         | +1:25.186        | 8        | 6    |
| 8        | 18       | Sébastien Buemi    | Toro Rosso-Ferrari   | 57         | +1 kör           | 10       | 4    |
| 9        | 14       | Adrian Sutil       | Force India-Mercedes | 57         | +1 kör           | 16       | 2    |
| 10       | 15       | Paul di Resta      | Force India-Mercedes | 57         | +1 kör           | 14       | 1    |
| 11       | 19       | Jaime Alguersuari  | Toro Rosso-Ferrari   | 57         | +1 kör           | 12       |      |
| 12       | 9        | Nick Heidfeld      | Renault              | 57         | +1 kör           | 18       |      |
| 13       | 21       | Jarno Trulli       | Lotus-Renault        | 56         | +2 kör           | 20       |      |
| 14       | 25       | Jérôme d’Ambrosio  | Virgin-Cosworth      | 54         | +4 kör           | 22       |      |
| Hn       | 24       | Timo Glock         | Virgin-Cosworth      | 49         | +9 kör           | 21       |      |
| KIZ      | 17       | Sergio Pérez       | Sauber-Ferrari       | 58         | +1:05.845        | 13       |      |
| KIZ      | 16       | Kobajasi Kamui     | Sauber-Ferrari       | 58         | +1:16.872        | 9        |      |
| Ki       | 11       | Rubens Barrichello | Williams-Cosworth    | 48         | Erőátvitel       | 17       |      |
| Ki       | 8        | Nico Rosberg       | Mercedes GP          | 22         | Baleseti sérülés | 7        |      |
| Ki       | 20       | Heikki Kovalainen  | Lotus-Renault        | 19         | Vízszivárgás     | 19       |      |
| Ki       | 7        | Michael Schumacher | Mercedes GP          | 19         | Defekt sérülés   | 11       |      |
| Ki       | 12       | Pastor Maldonado   | Williams-Cosworth    | 9          | Erőátvitel       | 15       |      |

## A világbajnokság állása a verseny után
| H   | Versenyzők       | Pont | H   | Konstruktőrök        | Pont |
| --- | ---------------- | ---- | --- | -------------------- | ---- |
| 1.  | Sebastian Vettel | 25   | 1.  | Red Bull-Renault     | 35   |
| 2.  | Lewis Hamilton   | 18   | 2.  | McLaren-Mercedes     | 26   |
| 3.  | Vitalij Petrov   | 15   | 3.  | Ferrari              | 18   |
| 4.  | Fernando Alonso  | 12   | 4.  | Renault              | 15   |
| 5.  | Mark Webber      | 10   | 5.  | Toro Rosso-Ferrari   | 4    |
| 6.  | Jenson Button    | 8    | 6.  | Force India-Mercedes | 3    |
| 7.  | Felipe Massa     | 6    | 7.  | Lotus-Renault        | 0    |
| 8.  | Sébastien Buemi  | 4    | 8.  | Virgin-Cosworth      | 0    |
| 9.  | Adrian Sutil     | 2    | 9.  | Williams-Cosworth    | 0    |
| 10. | Paul di Resta    | 1    | 10. | Mercedes GP          | 0    |

(A teljes táblázat)

## Statisztikák
Vezető helyen
- Sebastian Vettel : 55 kör (1-13 / 17-58)
- Lewis Hamilton : 3 kör (14-16)

Sebastian Vettel 11. győzelme, 16. pole pozíciója, Felipe Massa 13. leggyorsabb köre.
- Red Bull Racing 16. győzelme.
- Paul di Resta, Pastor Maldonado, Sergio Pérez, Jerome d'Ambrosio első versenye; di Resta pontszerzőként mutatkozott be.